# Дивисмутид родия
Дивисмутид родия — бинарное неорганическое соединение
родия и висмута
с формулой RhBi2,
кристаллы.

## Получение
- Сплавление стехиометрических количеств чистых веществ:

{\displaystyle {\mathsf {Rh+2Bi\ {\xrightarrow {780^{o}C}}\ RhBi_{2}}}}

## Физические свойства
Дивисмутид родия образует кристаллы нескольких модификаций :
- α-RhBi2, моноклинная сингония, пространственная группа P 21/c, параметры ячейки a = 0,69207 нм, b = 0,67945 нм, c = 0,69613 нм, β = 117,73°, Z = 4, структура типа диантимонида кобальта CoSb2, существует при температуре ниже 425°С;
- β-RhBi2, ромбическая сингония, параметры ячейки a = 0,759 нм, b = 0,401 нм,  c = 0,553 нм, Z = 2, существует при температуре выше 425°С [1] (по другим данным [2] моноклинная сингония, параметры ячейки a = 1,593 нм, b = 0,704 нм, c = 1,052 нм, β = 92,7°, Z = 16. Также указывается [3], что кристаллы относятся к триклинной сингонии).

Соединение образуется по перитектической реакции при 780°С .